# Stipagrostis brachyathera
Stipagrostis brachyathera là một loài thực vật có hoa trong họ Hòa thảo. Loài này được (Coss. & Balansa) De Winter miêu tả khoa học đầu tiên năm 1963.